# And If Our God Is for Us…
| Оценки критиков     | Оценки критиков |
| Источник            | Оценка          |
| ------------------- | --------------- |
| Christian Paradise  | (7.7/10)        |
| Jesus Freak Hideout | [ 2 ]           |
| Allmusic            | [ 3 ]           |

And If Our God Is for Us… — шестой студийный альбом американского исполнителя современной христианской музыки певца Криса Томлина, вышедший 16 ноября 2010 года на лейбле Sixstepsrecords. Продюсером были Ed Cash и Dan Muckala.
Диск Томлина возглавил чарт христианской музыки Christian Albums, а также получил премию Грэмми в категории За лучший альбом современной христианской музыки.

## Об альбоме
Альбом получил положительные отзывы музыкальных критиков.
На 54-й церемонии «Грэмми» альбом получил музыкальную премию в категории За лучший альбом современной христианской музыки. По итогам 2011 года он был назван лучшим альбомом в жанре современной христианской музыки (US Billboard Christian Albums).

## Список композиций
| №                   | Название             | Автор(ы)                                                          | Длительность |
| ------------------- | -------------------- | ----------------------------------------------------------------- | ------------ |
| 1.                  | «Our God»            | Jonas Myrin, Мэтт Редман, Jesse Reeves, Chris Tomlin              | 4:45         |
| 2.                  | «I Will Follow»      | Jason Ingram, Reuben Morgan, Tomlin                               | 3:39         |
| 3.                  | «I Lift My Hands»    | Louie Giglio, Matt Maher, Tomlin                                  | 4:37         |
| 4.                  | «Majesty of Heaven»  | Redman, Reeves, Tomlin                                            | 4:44         |
| 5.                  | «No Chains on Me»    | Redman, Reeves, Tomlin                                            | 3:52         |
| 6.                  | «Lovely»             | Ingram, Tomlin                                                    | 3:54         |
| 7.                  | «The Name of Jesus»  | Daniel Carson, Ed Cash, Redman, Reeves, Kristian Stanfill, Tomlin | 4:16         |
| 8.                  | «All to Us»          | Maher, Redman, Reeves, Tomlin                                     | 6:19         |
| 9.                  | «Faithful»           | Cash, Christy Nockels, Nathan Nockels, Tomlin                     | 4:45         |
| 10.                 | «Jesus, My Redeemer» | Carson, Ingram, Tomlin                                            | 4:41         |
| 11.                 | «Awakening»          | Morgan, Tomlin                                                    | 5:22         |
| Общая длительность: | Общая длительность:  | Общая длительность:                                               | 50:54        |

| №   | Название                                     | Автор(ы)                       | Длительность |
| --- | -------------------------------------------- | ------------------------------ | ------------ |
| 12. | «Our God» (Acoustic)                         | Myrin, Redman, Reeves, Tomlin  | 4:29         |
| 13. | «I Will Follow» (Acoustic)                   | Ingram, Morgan, Tomlin         | 4:03         |
| 14. | «Majesty of Heaven» (Acoustic)               | Redman, Reeves, Tomlin         | 6:06         |
| 15. | «Where the Spirit of the Lord Is» (Acoustic) | C. Nockels, N. Nockels, Tomlin | 4:33         |

DVD:
- Behind the Scenes at White Cabin Studio
- «I Will Rise»
- «Love»

## Позиции в годовых итоговых чартах
| Чарт (2011)                       | Позиция |
| --------------------------------- | ------- |
| США US Billboard 200              | 89      |
| США US Billboard Christian Albums | 1       |